# Ronald Araújo
Ronald Federico Araújo da Silva (* 7. März 1999 in Rivera) ist ein uruguayischer Fußballspieler, der seit 2018 beim FC Barcelona unter Vertrag steht.

## Karriere

### Verein

#### Anfänge in Uruguay
Araújo begann in seiner Geburtsstadt Rivera bei Huracán de Rivera mit dem Fußballspielen und wechselte später in die Jugend des CA Rentistas aus Montevideo. Im September 2016 debütierte der 17-jährige Innenverteidiger für die Profimannschaft in der Segunda División. Bis zum Ende der Saison 2016 kam Araújo in 2 weiteren Spielen zum Einsatz, in denen er ein Tor erzielte. In der Saison 2017 etablierte er sich als Stammspieler und kam bis Juli in 14 Ligaspielen stets und in der Startelf zum Einsatz, in denen er 6 Tore erzielte.
Ende Juli 2017 wechselte Araújo innerhalb Montevideos zum Erstligisten Boston River. Bis zum Ende der Saison 2017 kam er in 9 Ligaspielen (4-mal in der Startelf) zum Einsatz. In der Saison 2018 setzte sich Araújo als Stammspieler durch und kam auf 18 Einsätze (alle in der Startelf).

#### FC Barcelona
Ende August 2018 wechselte Araújo für eine Ablösesumme in Höhe von 1,7 Millionen Euro, die sich auf bis zu 5,2 Millionen Euro erhöhen kann, in die zweite Mannschaft des FC Barcelona. Er unterschrieb einen Vertrag mit einer Laufzeit bis zum 30. Juni 2023, der eine Ausstiegsklausel in Höhe von 100 Millionen Euro enthält. Diese verdopptelt sich, wenn Araújo fest in die erste Mannschaft aufgenommen wird. Ab Ende Oktober etablierte er sich als Stammspieler und kam bis zum Ende der Saison 2018/19 auf 22 Einsätze (alle von Beginn) in der drittklassigen Segunda División B, in denen er 3 Tore erzielte. 
Aufgrund der Ausfälle der Innenverteidiger Clément Lenglet und Samuel Umtiti wurde Araújo für das Ligaspiel gegen den FC Sevilla am 6. Oktober 2019 vom Cheftrainer Ernesto Valverde in den Profikader berufen. Nachdem sich während des 4:0-Siegs auch Jean-Clair Todibo verletzt hatte, wurde er in der 73. Spielminute eingewechselt und gab sein Debüt in der Primera División. Bereits in der 87. Spielminute erhielt Araújo jedoch aufgrund einer Notbremse die Rote Karte. Bis zum Saisonende kam er auf 5 weitere Einsätze, alle unter Valverdes Nachfolger Quique Setién. Für die B-Mannschaft absolvierte Araújo in dieser Spielzeit 20 Drittligaspiele, in denen er 3 Tore erzielte.
Zur Saison 2020/21 rückte Araújo unter dem neuen Cheftrainer Ronald Koeman fest in den Kader der ersten Mannschaft auf. Seine Ausstiegsklausel verdoppelte sich somit auf 200 Millionen Euro. 
Im April 2022 wurde sein Vertrag in Barcelona vorzeitig bis Sommer 2026 verlängert.

### Nationalmannschaft
Araújo kam im März 2019 erstmals in der uruguayischen U20-Nationalmannschaft zum Einsatz. Mit ihr nahm er an der U20-Weltmeisterschaft 2019 in Polen teil. Bei dem Turnier kam Araújo in 3 Spielen (alle in der Startelf) zum Einsatz und erzielte ein Tor. Insgesamt kam er 5-mal in der U20 zum Einsatz (2 Tore).
Am 8. Juli 2020 betritt Araújo seinen ersten Einsatz für den A-Kader der Nationalmannschaft. Im Qualifikation zur Fußball-Weltmeisterschaft 2022 in Ecuador stand er in der Startelf und spielte bis zum Ende durch. Des Weiteren stand er im Kader zur Copa América 2021, saß aber nur ohne Einsatz zweimal auf der Reservebank. Auch für die Copa América 2024 wurde Araújo aufgestellt.

## Titel
- Spanischer Meister (2): 2023, 2025
- Spanischer Pokalsieger (2): 2021, 2025
- Spanischer Supercupsieger (2): 2023, 2025